# Asesino
«Asesino» (исп. убийца) — экстрим-метал супергруппа из Лос-Анджелеса, Калифорния. Группа образована в 2002 году гитаристом Дино Касаресом, который в тот момент покинул свой основной проект Fear Factory. Как и в группе Brujeria, лирика песен пишется на испанском и посвящена чёрному юмору, сатанизму, богохульству, убийствам, смерти, жестокости и извращениям. Сам Касарес говорил, что Asesino — это «новая Brujeria». Группа выпустила два студийных альбома.
Asesino во время концертов иногда исполняют песни Slayer, такие как «Angel of Death» и «Raining Blood». У группы есть традиция сопровождать свои выступления сатирическими комментариями, а когда музыканты играют песни Brujeria, то меняют текст, делая их более подходящими к образу группы. Также Asesino известна свои скрытным имиджем. Участники группы почти не дают интервью, а на концертах выступают в темных масках и платках, скрывающих лица. Символом группы является альтер эго Дино Касареса вымышленный демон Asesino, которому посвящена часть песен.
На данный момент проект мало активен из-за задействованности Касареса и Кампоса в Fear Factory.

## История
Asesino была сформирована в 2002 году, после того как Дино Касарес покинул Brujeria. Помимо него в состав коллектива вошёл басист Тони Кампос и барабанщик Раймонд Эррера. В том же году группа выпускает дебютный альбом Corridos de Muerte. После релиза пластинки из Asesino уходит Эррера, на место которого пришел Эмилио Маркес. Отыграв несколько непродолжительных туров, коллектив временно прекращает свою деятельность из-за задействованности музыкантов в своих основных группах.
В 2006 году группа выпускает второй альбом Cristo Satánico, после чего музыканты вновь берут паузу из-за занятости в новом проекте, Divine Heresy.
В 2011 году Касарес сообщил, что собирается вернуться к своему сайд-проекту. В 2013 году им же было сообщено что третий студийный альбом возможно будет называться The Second Coming («Второе пришествие»), потому что «это будет рассказ о битве между восставшим из мёртвых Священником и Asesino. То есть между злом и злом». По его словам запись должна была начаться после тура «Regresando Odio Gira 2013».
В 2018 году Asesino анонсировали ряд концертов в Мексике и сообщили о начале записи нового альбома. В сентябре 2020 года Дино Касарес сообщил о том, что выход следующего альбома группы намечен на 2021 год.

## Состав
Текущий состав
- Дино Касарес (Asesino) — гитара (с 2002)
- Тони Кампос (Maldito X) — бас-гитара, вокал (с 2002)
- Эмилио Маркес (Sadístico) — ударные (с 2002)

Бывшие участники
- Раймонд Эррера — ударные (на альбоме Corridos de Muerte) (2002)
- Андреас Киссер (Sepultura) — гитара (2006)

Временная шкала

## Дискография
- Corridos de Muerte (2002)
- Cristo Satánico (2006)
- TBA